# Weta
|  | Per a altres significats, vegeu «Weta (desambiguació)». |

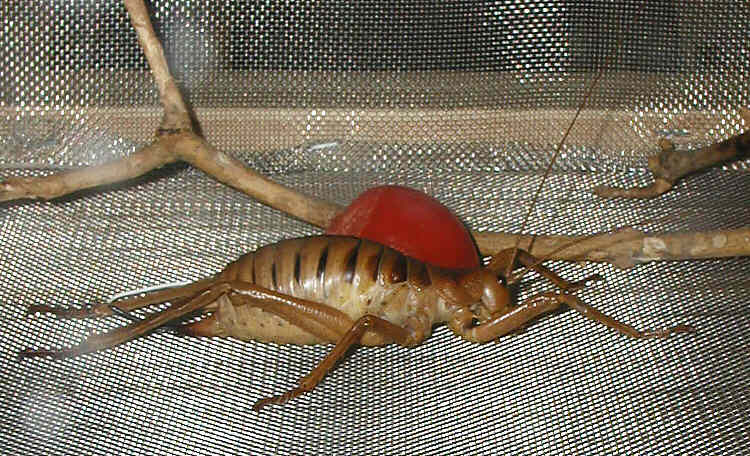
Deinacrida fallai, de 20 cm de longitud

Els wetes són grans ortòpters, nocturns i àpters originaris de Nova Zelanda. Alguns d'ells es troben entre els insectes més grans i pesats (el weta gegant per exemple) i es creu que són espècies molt antigues, ja que s'han trobat fòssils de criatures semblants del Triàsic, que van viure fa 180-190 milions d'anys, a Queensland (Austràlia). Mesuren aproximadament 10 cm de llarg.
Els wetes han assumit el paper de petits rosegadors: com el ratolí i la rata, romanen amagats durant el dia en els forats que els escarabats o les arnes fan en els arbres, i surten a la nit per menjar vegetació, deixalles al terra del bosc o insectes morts o malalts. Utilitzen les seves poderoses mandíbules per fer forats prou grans per al seu cos.
Els mascles són agressius: quan se senten amenaçats, aixequen les seves potes posteriors, que estan recobertes de gran quantitat d'espines. Els mascles també tenen cura d'un nombre de femelles i insectes joves. Les femelles ponen ous entre la vegetació o prop d'ella.
El nínxol ecològic d'aquests insectes es va començar a reduir quan els polinesis van introduir el kiore (rata del Pacífic) a Nova Zelanda i els europeus van portar rates europees en els seus vaixells. Molts wetes estan en perill més per la seva vulnerabilitat a la depredació del tuàtara, del kiwi o fins i tot d'aquests rosegadors.
Hi ha 2 grans famílies on es troben les 100 espècies de wetes en els ortòpters:
- Stenopelmatidae o Anostostomatidae, (que inclou el weta dels arbres, el weta de banyes, el weta de sòl i el weta gegant) els autèntics wetes de Nova Zelanda i els king crickets d'Austràlia. Són robustos, àpters i els mascles tenen les mandíbules molt desenvolupades - dimorfisme sexual -.
- Rhapidophoridae (que inclou el weta de caverna o el weta saltador) espècies que es troben a Austràlia, però allà els anomenen grills de les cavernes. Són molt petits i no tenen òrgans per produir o rebre sons.

Aquests animals són capaços d'entrar en un procés de criptobiosi durant els forts hiverns, gràcies a això aconsegueixen sobreviure és a dir, durant el temps fred en el qual la temperatura es troba sota del 0 °C els wetes hivernen en un estat de suspensió animada en el qual tot i la total congelació del seu cos i la desaparició de signes vitals, no es produeix la ruptura de les seves cèl·lules ni dels seus teixits per la cristal·lització de l'aigua que s'hi troba. Poden viure fins als cinc anys.